# Cultura de Malta

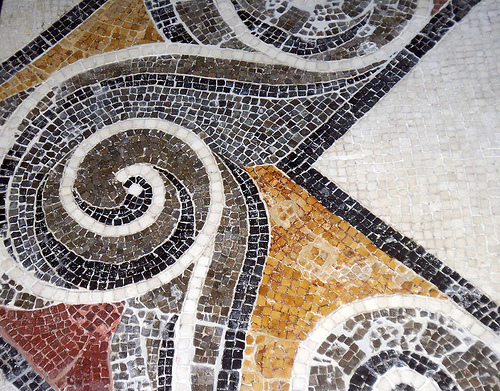
Mosaico romano en Malta.

La Cultura De Malta es el resultado de la fusión de varios grupos étnicos que comienza con las olas inmigratorias originarias de la isla italiana de Sicilia, seguido por una fuerte influencia cultural proveniente de Roma, una invasión árabe y, posteriormente, la reconquista por parte de reinos cristianos, que favorecieron la inmigración italiana para luego estar altamente influenciada por el Reino Unido durante la Segunda Guerra Mundial.

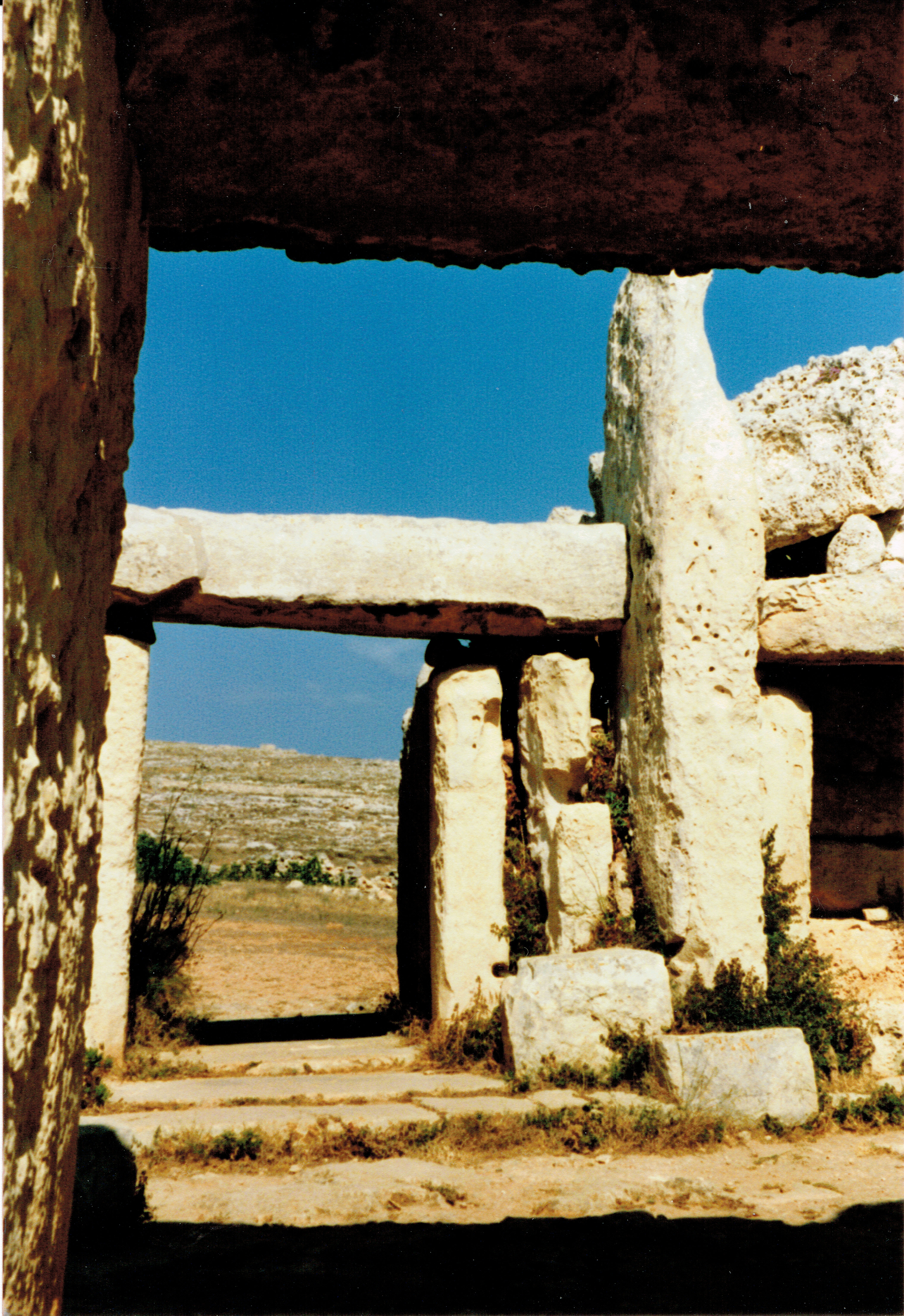
Templo megalitico de Mnajdra.

En Malta, la Iglesia aún desempeña un papel importante en la vida política y social de sus ciudadanos, quienes mayoritariamente profesan la fe católica. El folclore, las tradiciones y las leyendas maltesas todavía viven en las mentes de las viejas generaciones, y éstas se están estudiando y categorizando lentamente, como cualquier otra tradición europea.
El uso del italiano ha declinado como resultado de la influencia británica y de la política oficial anti-italiana , con el inglés convirtiéndose en la lengua cooficial de la educación, junto con el maltés desde 1934. Sin embargo, en Malta se ve ampliamente la televisión italiana la cual se transmite en el país desde los años 1960. Por lo tanto, la televisión italiana ha traído una reaparición del italiano en Malta. Los festivales locales, similares a los de la Italia meridional, son corrientes, celebrándose bodas, bautizos y, más prominentemente, los días de los santos.
En los días de los santos, o las festas, las ceremonias comienzan con rezos religiosos y están seguidas, generalmente, por tres días de procesiones de bandas musicales, fuegos artificiales y desfiles. El último día se pasea una estatua del patrón religioso por las calles locales.
Las influencias británicas siguen siendo fuertes. Muchos malteses siguen partidos de fútbol ingleses, aunque también siguen la Liga italiana de fútbol. El tráfico todavía conduce en la izquierda, como en el Reino Unido, y muchos visitantes del Reino Unido se sorprenden al ver coches británicos —hechos a partir de los años 60 y 70— que todavía conducen por las carreteras.

## Malta Prehistórica

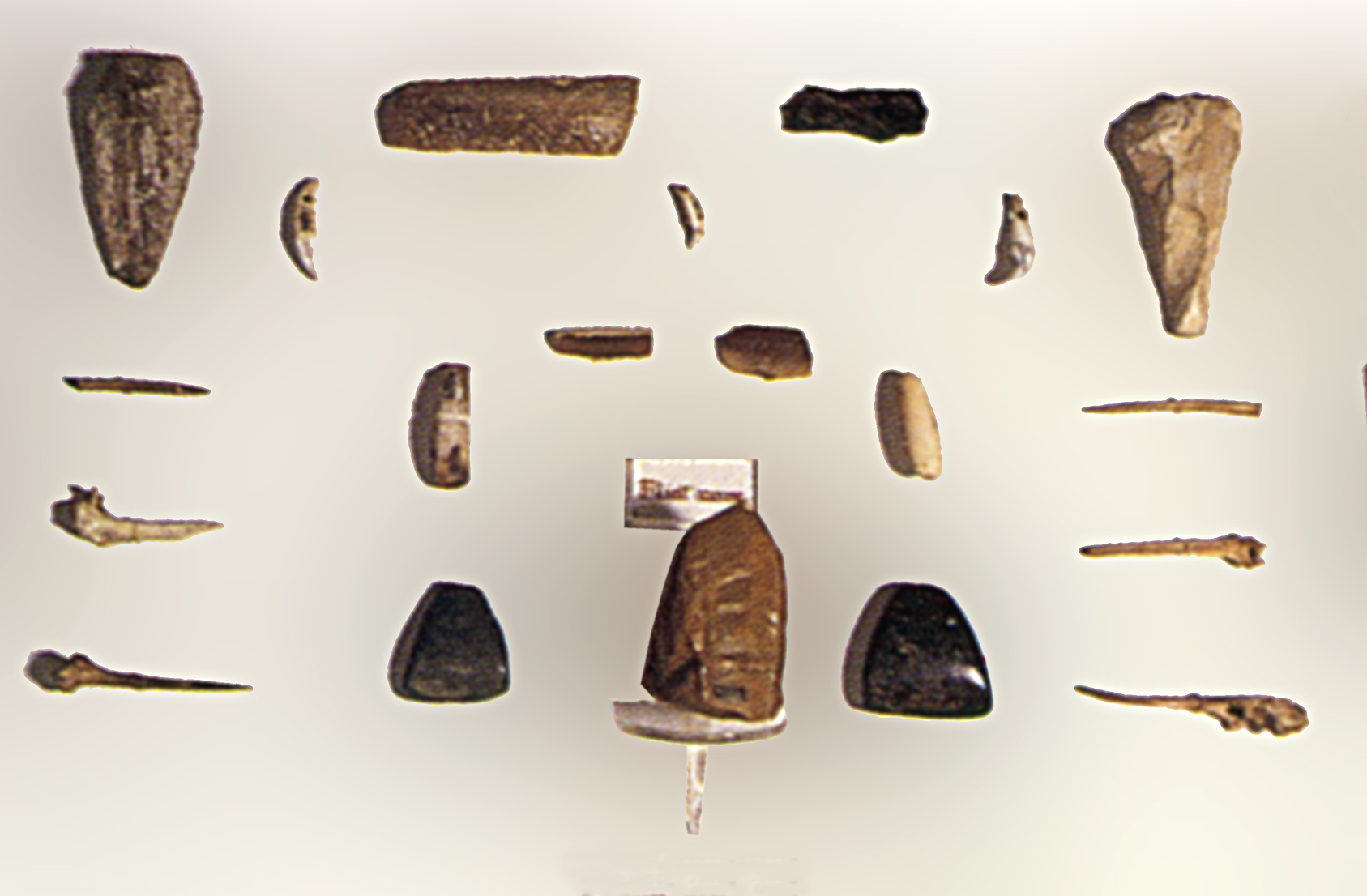
Utensilios de la fase Għar Dalam.

Se cree que los primeros habitantes de la isla de Malta eran sicanos de la cercana Sicilia que llegaron a la isla en algún momento antes del 5000 a. C. Estos pobladores cultivaban cereales y criaban ganado doméstico de manera similar a otras culturas mediterráneas antiguas, formando un culto a la fertilidad representado por estatuillas inusualmente grandes. La cerámica de la civilización maltesa de la fase Għar Dalam es similar a la hallada en Agrigento.
Esta cultura dio paso a los constructores de templos megalíticos, cuyos monumentos megalíticos en Malta y Gozo son considerados las más antiguas estructuras de piedra del mundo que aún se hallan en pie. Los templos datan del 4000 al 2500 a. C. y suelen tener un diseño complejo de trébol. Poco se sabe de los constructores de templos de Malta y Gozo, sin embargo existe evidencia de que sus rituales incluían el sacrificio de animales. Esta cultura desapareció de la isla alrededor del 2500 a. C. y fue sustituida por una nueva afluencia de inmigrantes en la edad de bronce; esta cultura incineraba a sus muertos e introdujo la construcción de dólmenes en Malta, probablemente importándolos de Sicilia.